# 神安池旧皇宫
神安池旧皇宫，是位于马来西亚森美兰州瓜拉庇劳县神安池的旧皇宫。皇宫建于1902年，并于1908年完工，主要由木材制成，横梁之间用楔子连接固定。
神安池皇宫建于20世纪初，是为了取代被英国军队焚毁的旧皇宫而建。由于具有悠久的历史遗产，1992年改为皇室博物馆，成为当地著名的旅游景点。

## 历史
1902年，森美兰州第七任严端端姑莫哈末指示在神安池建造一座新的住宅宫殿，以取代由他的前任（父亲）严端安达在1875年断崖岭（Bukit Putus）战争期间被英国军队烧毁的旧宫殿，森美兰也从那时起受英国的殖民统治，并成为马来亚联邦的一部分。宫殿的平面图由芙蓉市公共工程部绘测师重新制定，于1902年11月获得英国国家工程部和当地居民的批准。
建筑工程前后花了大约6年时间，终于在1908年竣工，当时建造成本为45,000.00令吉。这座木造的旧皇宫是由马来西亚本地的两位手工艺及木工专家，Kahar及Taib所设计及兴建，皇宫在建造的时候，没有用到一根铁钉的情况下建造的，也没有使用任何螺丝。

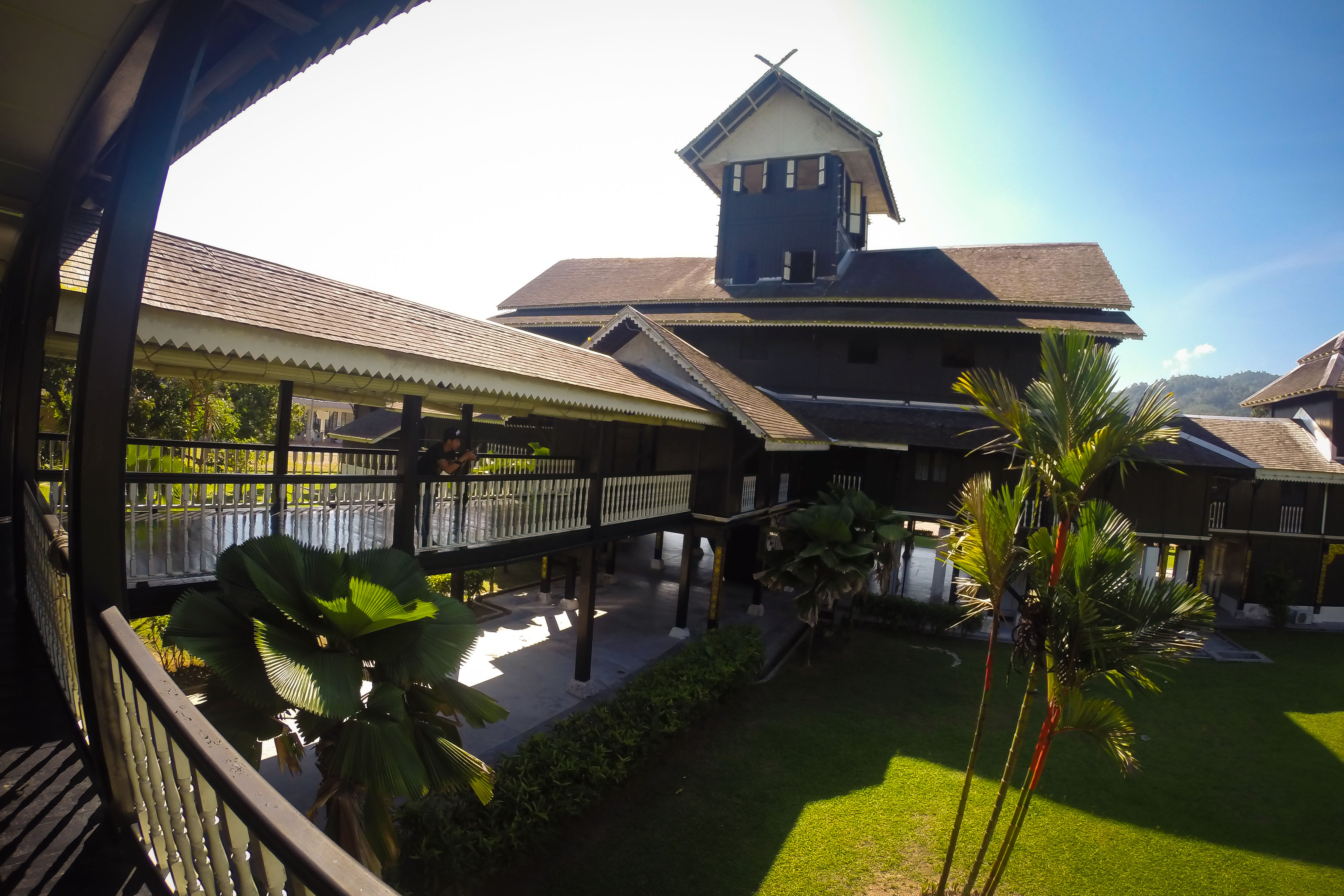
皇宫内庭

神安池皇宫反映出森美兰与苏门答腊岛的民族渊源，是世界上最大的木结构建筑。皇宫为四层建筑，木柱高达20米，设计是印尼的米南加保风格，但也缀有华族风格的雕刻。宫殿有99根柱子，代表反抗英国殖民的99位民族英雄，其中包括四根67英尺长的柱子，具有学术价值。宫殿的屋顶代表米南加保风格的水牛角，被认为是安全的象征。建筑时没有用到一根铁钉是其最大的特色，是马来西亚清湛的民族建筑。
森美兰苏丹一直居住在这座宫殿中，直到1931年7月19日才搬到附近的新宫殿里。
神安池旧皇宫在1959年至1964年之间被森美兰伊斯兰教理事会（Nemeri Sembilan Islamic Religious Council）用作宗教中学，然后这座宫殿空置至1992年。直到1992年为止被指定为国家文化遗产，于1992年7月14日改建为皇家博物馆，由森美兰州国家博物馆委员会管理。2009年，宫殿正式被列为马来西亚国家遗产。这座宫殿便也被《马来西亚记录大全》认可为东南亚最高的木制宫殿。